# Bigaradier
Citrus aurantium
Espèce
Classification phylogénétique
Synonymes
- Citrus bigaradia Duch.
- Citrus vulgaris Risso

Le bigaradier, oranger amer ou oranger de Séville (Citrus aurantium L., 1753) est une espèce d'arbres de la famille des rutacées (agrumes). Le fruit — la bigarade ou orange amère — les feuilles, les rameaux et la fleur parfumés ont de nombreuses applications pharmaceutiques, alimentaires et en parfumerie, c'est également un porte-greffe pour d'autres agrumes et un arbre décoratif.
C'est à l'origine un hybride entre le pamplemoussier Citrus maxima et le mandarinier Citrus reticulata,.

## Dénomination
Le mot provient du moyen français bigarrat, en provençal bigarrat (« arangi bigarrat ») du verbe bigarrar : barioler, (latin vestis bigerica = habit bariolé). Elle est décrite par Olivier de Serres (1600) : « parmi les sortes d’orangers croissant en Provence est le Cornut ou Bigarrat… »
L'orthographe est incertaine au XVIIe siècle : orange bigarrade, ou orange bigarade. Au XVIIIe siècle, le mot est adopté par le hollandais, l'allemand, à travers le vocabulaire de la pharmacie, l'anglais, le russe бигара́дия…
L'orange amère est en arabe نارنج (nāranǧ), à l'origine des noms européens (espagnol naranja, français orange). زهر (zahar) désigne la fleur d'oranger. Le mot renvoie à « brillant », « lumineux ». Ainsi la favorite du calife Abd al-Rahman III, al-Zahra, « la lumineuse », évoque la blancheur de la fleur d'oranger[réf. souhaitée]. C'est pour elle qu'il bâtit au Xe siècle sa cité califale à Cordoue.

## Description
Le bigaradier est un petit arbre de trois à dix mètres, épineux, à feuilles persistantes, à fleurs très odorantes, aux fruits comestibles mais amers.
Il est rustique parmi les agrumes, résistant, il peut vivre jusqu'à 600 ans. Il est tolérant aux sols passagèrement détrempés ou calcaires, il préfère un climat chaud mais supporte des gels épisodiques jusqu'à −6 °C. (rusticité USDA 9a à 11) qui sont destructeurs de l'oranger doux ou du citronnier. Mise à part la tristeza, la psorose, la xyloporose, il est plus résistant aux maladies — notamment la gommose à phytophtora — et aux parasites que la plupart des agrumes et sa reproduction par graine est facile. C'est pourquoi il est le plus ancien des porte-greffes méditerranéens.
- Les feuilles du bigaradier (6,5  à   14 cm) sont ovales, luisantes, vert foncé, odorantes, couvertes d'une cuticule cireuse[16] et persistantes avec une épine à l'aisselle des feuilles inférieures.

- Les fleurs de l'oranger amer sont hermaphrodites (5 à 12 % de fleurs mâles[14]) , axillaires, blanches parfois roses, et très odorantes. Avec 3,75 cm de large, elles sont plus grandes que celles de l'oranger doux. Elles fleurissent en avril autour de la mer Méditerranée, février, mars en Inde[17].

- Selon les variétés le fruit est plus ou moins rugueux et plat, la pulpe (contenue dans 10 à 12 quartiers) est amère. Il est plus petit (7 à 8 cm de diamètre) que l'orange douce, de couleur orange parfois teintée de vert ou de jaune. Il contient beaucoup de pépins.

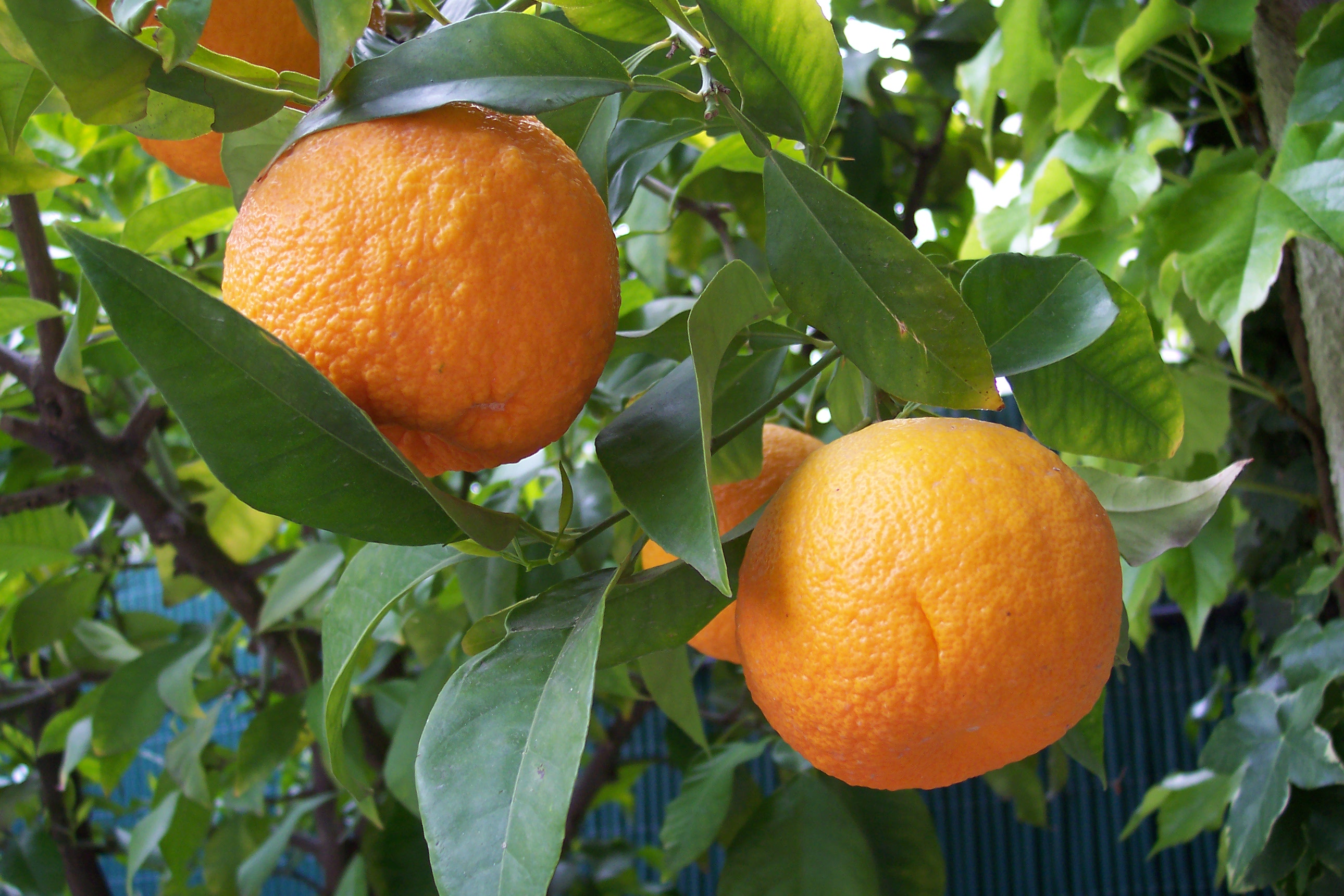
Des bigarades.
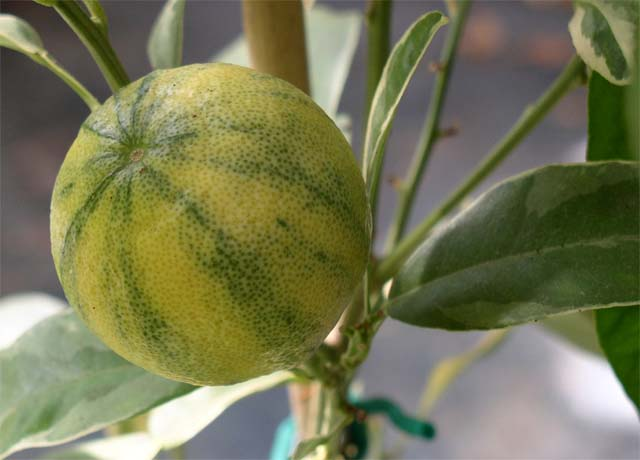
Bigarade panachée.

## Variétés et cultivars
Le bergamotier est un hybride bigaradier x cédratier, qui donne l'huile essentielle de bergamote. 
La bigarade est sujette au chimérisme, l'orange Bizzarria (Citrus aurantium Bizzarria), Arancio di bizzaria chez Gallesio, découverte en 1640 est une chimères périclinales décrite par Pietro Nati (1625-1685) a fasciné les botanistes.
Parmi les cultivars 'bouquet de Nice', 'bouquetier de Grace' sont cultivés pour l'huile essentielle de la fleur ou des rameaux, 'granito' pour les qualités culinaires de son zeste, 'gou tou' pour ses qualités de porte-greffe.

## Origine et histoire
Le génome du bigaradier est composé à 50 % de mandarinier et à 50 % de pamplemoussier.

### En Occident
La variété la plus répandue en Occident (C. aurantium var. bigaradia Hook. f.) est originaire du sud de l’Himalaya où Joseph Hooker signale des arbres sauvages .
Il aurait été acclimaté en Mésopotamie « à l'époque romaine tardive ». Silvestre de Sacy annotant Kitāb al-Ifāda wa-ʾl-iʿtibār pense qu'il a aurait été transporté par les Arabes depuis l'Inde au début du Xe siècle (année 300 de l’Hégire). Les Arabes l'introduisent en Syrie en 943. Sa culture est mentionnée en Sicile en 1002, il est présent en Al-Andalus au XIe siècle, successivement à Malaga, dans la Vega de Grenade, puis la province de Castellón. La plupart des agronomes arabes andalous le mentionnent et décrivent parfaitement sa culture.
Il est cultivé comme plante décorative parfumée (la cour de la grande mosquée de Cordoue en est plantée, la bigarade est aussi appelée cordobesa), pour son intérêt pharmaceutique (liniment obtenu par macération du zeste dans l'huile d'olive), cosmétique (désodorisant corporel) et pour son huile essentielle qui « fortifie les articulations » selon Ibn al-Awam. Au XIIIe siècle, le livre de cuisine de l'Anonyme Andalou, donne une recette de pâte d'orange (1/4 de zeste d'orange « rouge » désamérisés à l'eau froide, 3/4 de miel) dont il énumère les profits — digestion, diurétique, et « elle fait du bien aux narines froides » — ; le texte confirme qu'il existait divers cultivars de bigaradier.
Les Espagnols l'introduisent en Floride espagnole d'où il se répand dans le nouveau monde. Elle est présente au Mexique en 1568, au Brésil en 1587. En 1763, l'Amérique exporte des bigarades vers le Royaume-Uni, où une tentative de culture a commencé en 1595, dans le Surrey, détruite par le froid en 1739. La première recette de Marmelet of oranges date de 1677.

### En Orient
La diffusion vers le sud-est asiatique puis l'Océanie (Fidji, Samoa, Guam) est vraisemblablement ancienne : « les peuples des îles du Pacifique pensent que l'arbre est arrivé chez eux dès la préhistoire ».

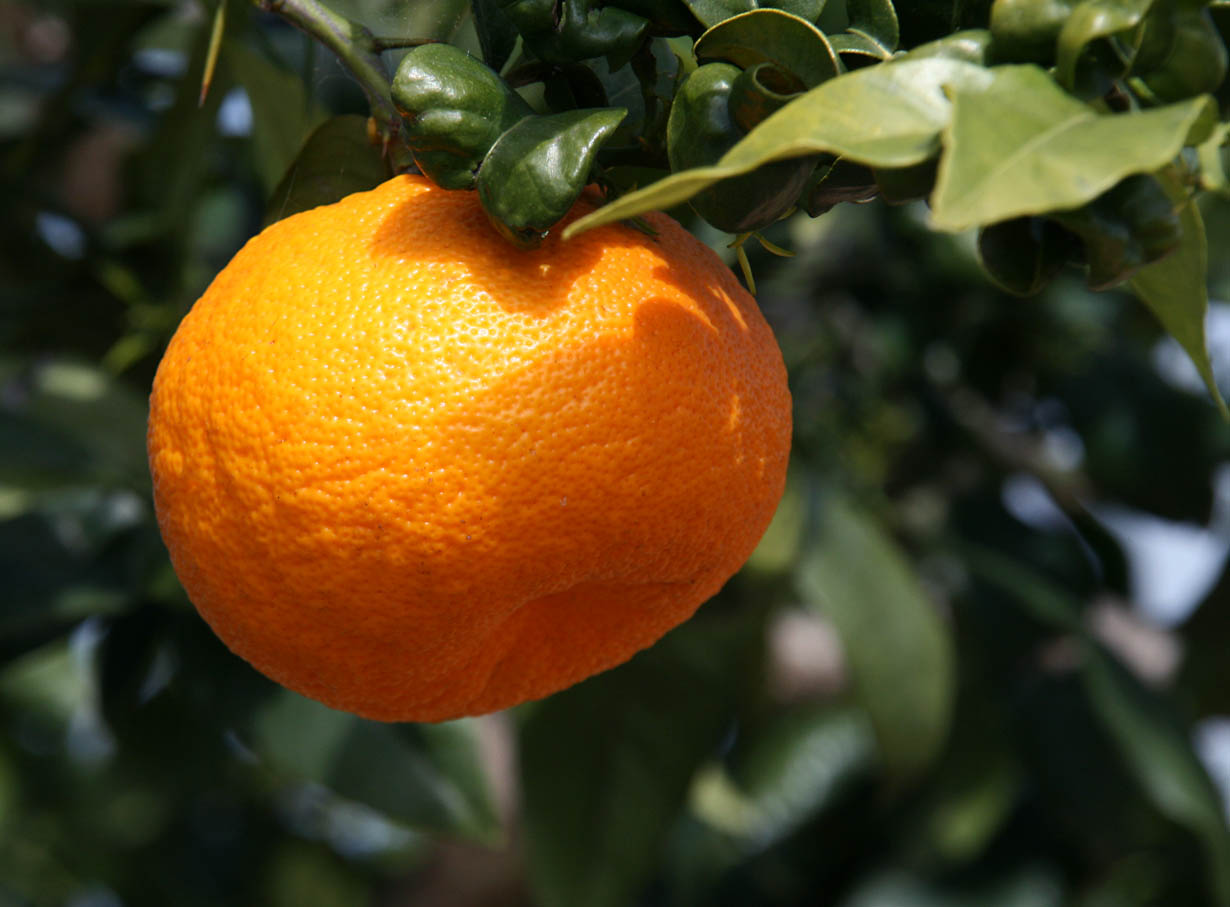
Daïdaï, bigarade asiatique.

En Chine, l'orange amère (Citrus aurantium var. amara dans l'encyclopédie Baïdu) 苦 (amère) 橙 (orange)[réf. souhaitée], la bigarade de Méditerranée, est distinguée de 酸 (aigre) 橙 (orange) (Citrus aurantium L. On y cultive diverses variétés à usage pharmaceutique, alimentaire, et pour l'huile essentielle, dont le daïdaï (Citrus aurantium L. cv. Daidai). Ce même daïdaï est le principal bigaradier japonais (ダイダイ) avec son fruit de bon augure, présage de longévité car il peut passer plusieurs années sur l'arbre (en reverdissant l'été).

## Biologie
En termes de phytosociologie, il a été constaté que cette espèce a des capacités allélopathiques (c'est-à-dire à éloigner d'autres espèces).

## Utilisations
Le fruit du bigaradier est surtout utilisé en conserve ou cuit (confiture, sirop, marmelade). La marmelade d'orange est faite uniquement à partir de l'orange amère et non de l'orange douce.

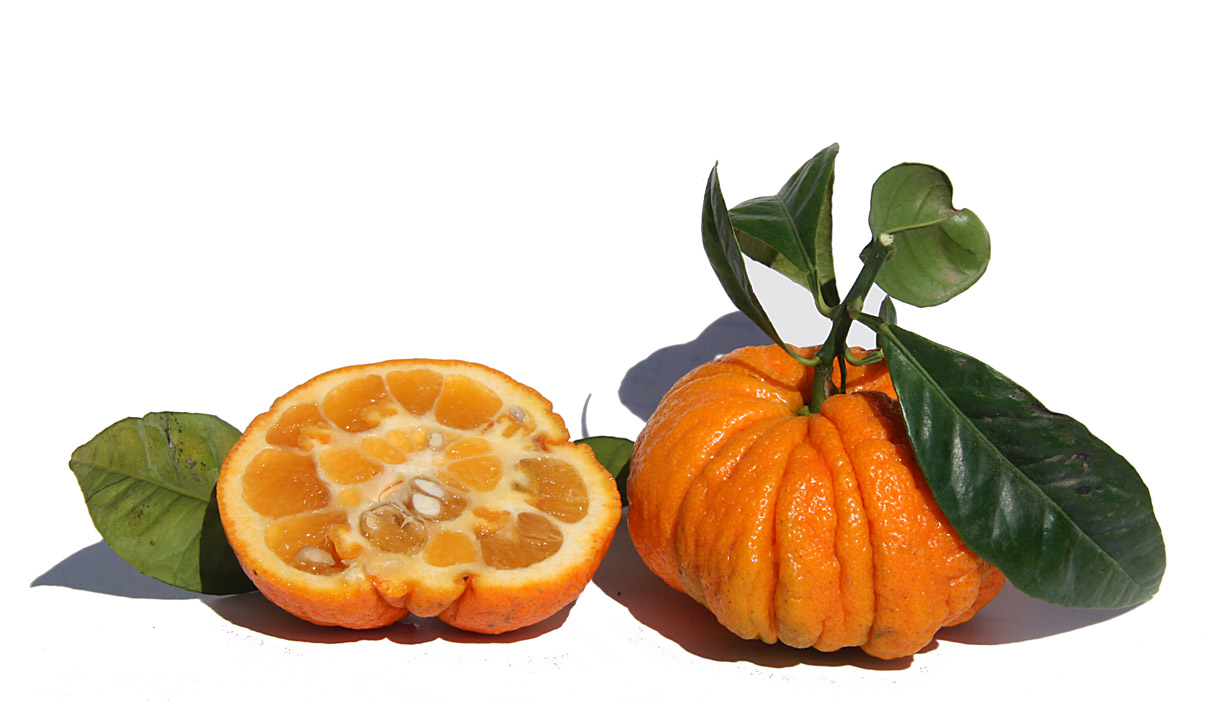
Bouquetier de Nice, cultivar à fleur pour l'huile essentielle.

Très parfumée, la fleur de bigaradier sert à la fabrication de l'absolu de fleur d'oranger, de l'eau de fleur d'oranger et de l'essence de néroli utilisée en parfumerie et pour aromatiser les aliments. Les rameaux sont utilisés pour la fabrication de l'essence de petit grain bigarade, une huile essentielle riche en acétate de linalyle.
Du zeste du fruit, on extrait l'essence d'orange amère par exemple utilisée pour la fabrication du triple sec, d'amers, du Grand Marnier, de la liqueur de curaçao et du Cointreau, dont on trouve des plantations notamment en Haïti du côté du Cap-Haïtien.
Dans le Sud-Est de la France, on utilise les fruits en macération dans du vin (blanc, rosé ou même rouge) additionné de sucre et d'alcool pour confectionner un apéritif : le vin d'orange.
À Malte, où le bigaradier a été introduit avant l'oranger, la bigarade est aujourd'hui utilisée dans la fabrication du soda maltais, le Kinnie, ce qui lui donne son amertume caractéristique.

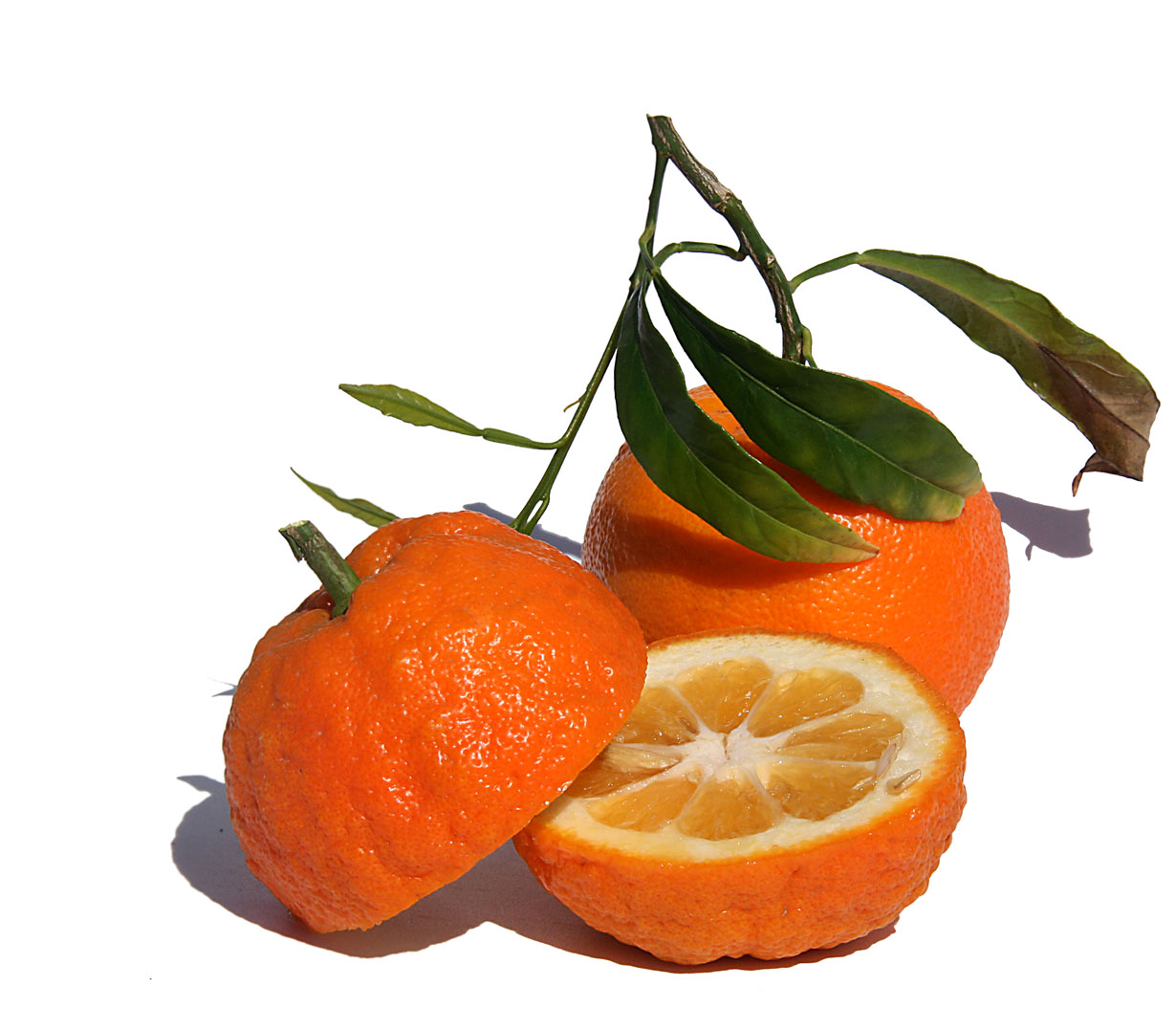
Citrus salicifolia Raf. Granito.

La clémentine a d'abord été considérée comme un hybride entre le mandarinier (C. reticulata Blanco) et une variété de bigaradier à feuille de saule (Citrus salicifolia Raf. Granito). Ce dernier avait été importé d'Espagne comme porte-greffe pour les cultures d'agrumes. Toutefois des études récentes menées par la station INRA de San-Giuliano en Corse, consacrée à l'agrumiculture, ont montré à partir de l'analyse des chromosomes qu'il s'agissait en réalité d'un hybride entre le mandarinier et l'orange douce (Citrus sinensis).
Il est utilisé comme ingrédient dans certains compléments alimentaires ou aliments vendus pour la perte de poids, mais interdit (pour ce qui concerne le fruit vert) pour cet usage dans certains pays (dont en France depuis mai 2012). Plusieurs études (dans les années 1990 et 2000) ont mis en évidence sur le modèle animal (rat de laboratoire) un effet amaigrissant (ou plus précisément « thermogénique »,), mais l'une d'entre elles a aussi trouvé un effet cardiotoxique, avec des arythmies cardiaques et un accroissement du taux de mortalité chez les rats traités (par voie orale) par des extraits de fruits,, sans doute en raison de la teneur du fruit en un alcaloïde, la synéphrine, mais une revue d'études publiées en 2006 conclut que l'on manque de données pour évaluer le rapport coût avantage ou l'efficacité de cette molécule pour maigrir.
En 2025 une publication mexicaine qui synthétise les recherches de composés bioactifs, des techniques d'extraction et des applications technologiques écrit dans sa conclusion : « Ses fleurs, fruits et feuilles sont une riche source de composants nutritionnels tels que des vitamines, des minéraux et des protéines, ainsi que des composés bioactifs comme les flavonoïdes, les alcaloïdes, les coumarines, les huiles essentielles, les terpénoïdes et les tanins. Ces propriétés rendent C. aurantium très précieux pour une utilisation dans les cosmétiques, les produits pharmaceutiques et la production alimentaire. Le profil bioactif de C. aurantium suggère des applications prometteuses dans le traitement de toute une gamme de problèmes de santé. Ses propriétés antioxydantes, anti-inflammatoires, antifongiques et antidiabétiques, entre autres, présentent un intérêt particulier pour le développement d'agents thérapeutiques naturels ».

### Propriétés médicinales et risques médicaux
Des études de 2002 et 2005 indiquent que les huiles essentielles de zeste (essence d'orange amère) et de rameaux (essence de petit grain bigarade) sont traditionnellement utilisées comme alternative aux médicaments pour :
- traiter l'insomnie[40] ;
- traiter l'anxiété[40]. En ingestion ou inhalation, plusieurs molécules (limonène et myrcène) ont confirmé leurs propriétés sédatives et anxiolytiques sur le modèle murin[41],[40] ;
- traiter l'épilepsie[40] ;
- traiter les gastrites ou d'autres maux d'estomac[42] ;
- traiter l'excès de cholestérol (traditionnellement, via l'huile obtenue à partir des pépins)[43] ;
- contre la tendance à l'obésité. Le fruit vert de Citrus aurantium L. subsp. amara est interdit d'usage dans les préparations magistrales, dans un but d’amaigrissement, par l'Agence nationale de sécurité du médicament et des produits de santé depuis mai 2012[33].
- des effets antidiabétiques (inhibe les enzymes α-amylase et α-glucosidase)[39].

Une étude japonaise de 1999 laisse penser que les polyméthoxyflavonoides de cette espèce pourraient avoir des effets antimutagènes et une autre étude suggère des propriétés intéressantes contre le cancer du colon.
- des propriétés neuroprotectrices ont été mises en évidence, l'huile essentielle inhibe les enzymes butyrylcholinestérase et acétylcholinestérase) améliorant ainsi la fonction cognitive chez les patients atteints de la maladie d'Alzheimer[39]. L'orange amère est également un neurostimulant, (l'alcaloïde synéphrine a des effets adrénergiques)[46].

#### Interactions médicamenteuses
Le bigaradier présente des composés (naringénine, tangérétine, nobilétine et apigénine) proches de ceux du Citrus paradisi qui provoque une interaction médicamenteuse lorsqu'il est co-administré avec des substrats du CYP3A4 démontrée in vitro. Des interactions possibles de C. aurantium sont signalées avec 3 médicaments cardio régulateurs : l'amiodarone, la félodipine et le diltiazem. A. Bertuccioli et al. (2022) écrivent «Le fruit entier contient des flavonoïdes et des furanocoumarines, qui pourraient être responsables de l'inhibition du CYP3A4 observée dans un petit essai clinique, qui a constaté une augmentation des taux sanguins de cyclosporine chez des volontaires sains. Une induction significative du CYP3A4 et du CYP1A2 a également été observée dans une étude animale. Par conséquent, comme il n'existe pas encore d'essais cliniques à grande échelle sur l'homme, la prudence est de mise lors de l'administration concomitante de dérivés de C. aurantium et de médicaments métabolisés par le CYP3A4».

### Le bigaradier entre littérature et culture
Georges Caméra évoque la culture de la fleur du bigaradier et la vie dans les campagnes de la Côte d'Azur, où la culture du bigaradier était très développée, dans la première moitié du XXe siècle dans deux de ses ouvrages (La Fleur du Bigaradier et Toi, le Bigaradier).
Le 26 fructidor du calendrier républicain ou révolutionnaire français était officiellement dénommé jour de la bigarade, généralement chaque 12 septembre du calendrier grégorien.

## Physiologie et génétique
Depuis les années 1990, les chercheurs ont acquis des données sur son génome, qui ont notamment été exploitées pour tester la création d'arbres transgéniques (OGM). Des travaux visent aussi à sélectionner ou créer des souches plus résistantes aux augmentations de salinité,. On s'intéresse aussi à ses réactions face à l'augmentation du taux de CO2 de l'atmosphère,,.

## Huile essentielle
Le D-limonène est le principal composant des HE (entre 33,35 % chez 'Crispifolia' et 89,17 %) suivis des monoterpènes oxygénés (β-linalol, α-terpinéol, bergamol et acétate de géranyle). L'huile essentielle du cultivar 'Fasciata' présente l'activité antioxydante la plus élevé et dans les mélanges 'Canaliculata' + 'Bizzaria' est la combinaison la plus active. 
Le rendement de l’huile essentielle de feuilles peut atteindre 0,57 %. Les composés (variables selon la méthode d'extraction) sont par ordre d'importance linalol (30,62 %), acétate de linalyle (33,01 %) et’α-terpinéol (9,57 %), la teneur totale en phénol est faible et l'activité antioxydante limitée, un effet anti-âge potentiel est signalé (inhibition des enzymes élastase et collagénase). 36 composants volatils sont mentionnés, les  monoterpènes sont prédominants, suivis des sesquiterpènes.